# Ljudåtergivningskedja
En ljudåtergivningskedja är den apparatur som behövs för att på elektrisk väg återge ljudet från en ljudkälla.
Kedjan består av:
- En mikrofon eller pick-up av något slag, som omvandlar den signal som uppfångas från ljudkällan till elektriska impulser, som de övriga komponenterna i kedjan kan behandla.
- En förstärkare som anpassar och förstärker signalen.